# Abu-Yahya Abu-Bakr aix-Xahid
Abu-Yahya Abu-Bakr (I) aix-Xahid (àrab: أبو يحيى أبو بكر الشهيد, Abū Yaḥyà Abū Bakr ax-Xahīd) fou emir hàfsida de Tunis durant disset dies el 1309. Era fill d'Abu-Faris ibn Ibrahim. L'emir de Tunis Abu-Assida Muhàmmad II va morir el 1309 i segons el tractat signat amb el seu nebot Abu-l-Baqà Khàlid, emir hàfsida de Bugia, aquest havia de ser proclamat emir; però Abu-Yahya Abu-Bakr fou proclamat pels xeics almohades de Tunis. Al cap de disset dies fou enderrocat per Abu-l-Baqà que va venir amb un exèrcit des de Bugia.